# ستيف إيفانز (لاعب دوري الرغبي)
ستيف إيفانز (بالإنجليزية: Steve Evans)‏ هو لاعب دوري الرغبي بريطاني، ولد في 1957، وتوفي في 16 سبتمبر 2017.